# Epimelitta bicolor
Epimelitta bicolor är en skalbaggsart som först beskrevs av Bates 1873.  Epimelitta bicolor ingår i släktet Epimelitta och familjen långhorningar. Inga underarter finns listade i Catalogue of Life.